# Cory Hightower
 (novembre 2019).
Si vous disposez d'ouvrages ou d'articles de référence ou si vous connaissez des sites web de qualité traitant du thème abordé ici, merci de compléter l'article en donnant les références utiles à sa vérifiabilité et en les liant à la section « Notes et références ».
Pour les articles homonymes, voir Hightower.
Cory Hightower, né le 30 juillet 1979, à Flint, au Michigan, est un ancien joueur de basket-ball américain. Il évolue durant sa carrière au poste d'ailier.

## Palmarès
- All-USBL Second Team 2002, 2007